# 瓦纳东格里
瓦纳东格里（Wanadongri），是印度马哈拉施特拉邦那格浦尔县的一个城镇。总人口17150（2001年）。

## 人口
该地2001年总人口17150人，其中男性9207人，女性7943人；0—6岁人口2914人，其中男1510人，女1404人；识字率69.31%，其中男性为75.42%，女性为62.23%。